# Sophina Brown
Sophina Brown (* 18. September 1976 in Saginaw, Michigan) ist eine US-amerikanische Schauspielerin, die vor allem durch ihre Rollen in den Fernsehserien Shark und Numbers – Die Logik des Verbrechens bekannt wurde. Sie hat an der University of Michigan den Bachelor of Fine Arts (BFA) erworben.

## Filmografie (Auswahl)
- 2001: Law & Order: Special Victims Unit (Fernsehserie, Folge 2x12)
- 2003: Law & Order (Fernsehserie, Folge 13x13)
- 2005, 2008–2010: Numbers – Die Logik des Verbrechens (NUMB3RS, Fernsehserie, 32 Folgen)
- 2006: Without a Trace – Spurlos verschwunden (Without a Trace, Fernsehserie, Folge 4x11)
- 2006–2008: Shark (Fernsehserie, 38 Folgen)
- 2007: Von Frau zu Frau
- 2011: Navy CIS: L.A. (NCIS: Los Angeles, Fernsehserie, Folge 2x16)
- 2012: Bones – Die Knochenjägerin (Fernsehserie, Folge 8x02)
- 2013: Navy CIS (NCIS, Fernsehserie, Folge 10x20)
- 2013–2014: Ravenswood (Fernsehserie, 4 Folgen)
- 2015: Scream (Fernsehserie, 2 Folgen)
- 2017: Zoo (Fernsehserie, 5 Folgen)
- 2022: Kindred: Verbunden (Fernsehserie)
- 2025: Bosch: Legacy (Fernsehserie)